# Monte Plata
Pour la province, voir Monte Plata (province).

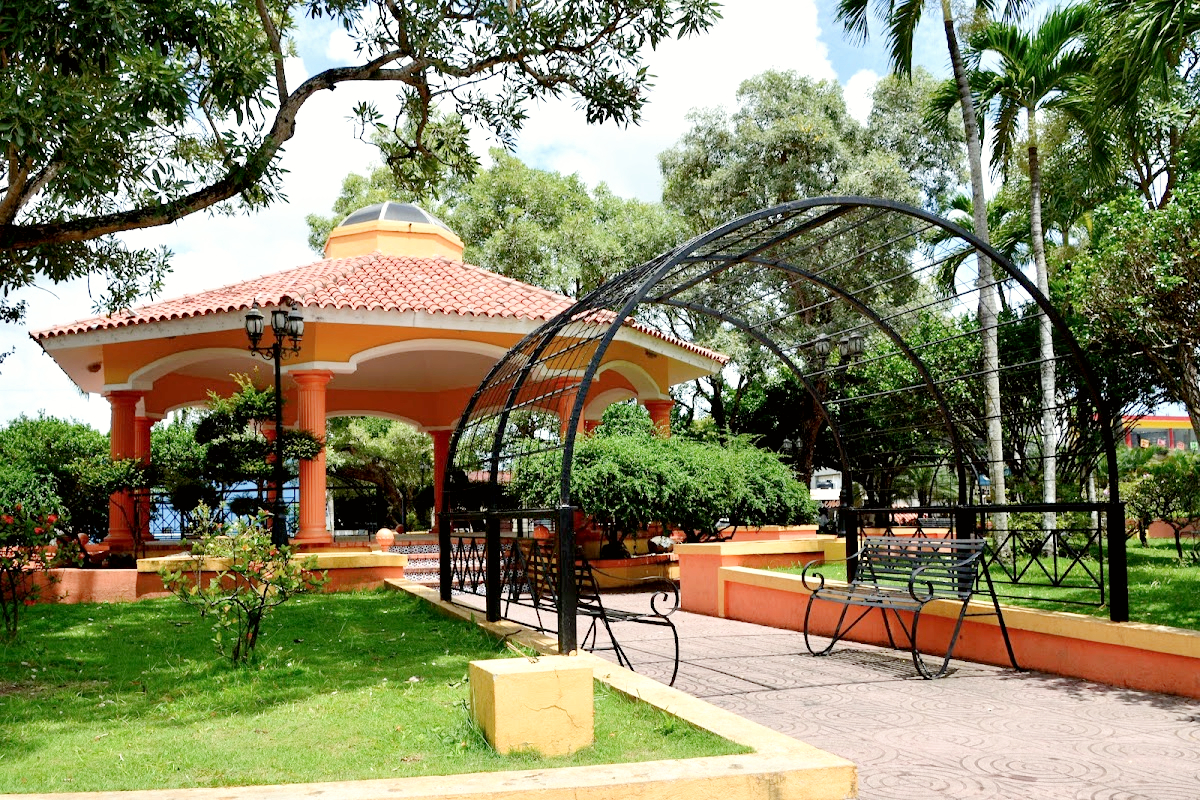

Monte Plata est une ville du centre de la République dominicaine, capitale de la province de Monte Plata. Sa population est de 37 614 habitants (14 850 en zone urbaine et 22 764 en zone rurale).

## Histoire
La ville a été fondée en 1605 à la suite du dépeuplement des ports de Monte Cristi et de Puerto Plata, par ordre du roi Philippe III d'Espagne. Le nom Monte Plata est d'ailleurs une contraction du nom des deux villes dont les habitants étaient originaires.
Monte Plata a tenu une place décisive dans les batailles de la Restauration, en particulier durant les opérations effectuées à Sillón de la Viuda, Bermejo, Alto de San Pedro et Maluco. Lors de cette dernière, le Général Olegario Tenares a défait Juan Contreras qui commandait les troupes d'annexation.
C'est aussi à Monte Plata que naquît Matías Moreno; Général de brigade, il participa en février 1844 à la guerre d'indépendance à la tête des habitants de Monte Plata et de Boya.

## Économie
Les sources de revenus les plus importantes des habitants sont l'élevage et l'agriculture, et en particulier la canne à sucre et l'ananas.